# Pterolophia sanghiriensis
Pterolophia sanghiriensis är en skalbaggsart som beskrevs av Stefan von Breuning 1970. Pterolophia sanghiriensis ingår i släktet Pterolophia och familjen långhorningar.
Artens utbredningsområde är Filippinerna. Inga underarter finns listade i Catalogue of Life.